# Vipnet
Vipnetは、クロアチア初の民間携帯電話ネットワーク事業主である。1999年7月1日よりGSMネットワークを運営している。
創業当時より、Vipnetは国営のCRONET（現在はT-Mobile Hrvatskaとなっており、Hrvatski Telekomが所有する）の独占を破壊し、SMSやプリペイドといったそれまで知られていなかった新しいサービスを数多く導入していった。当時のクロアチアでのシェアは4.6%であり、2005年には75%に到達した。
今日ではVIPnetは携帯電話ネットワークではもっとも知られている。900MHz GSMネットワークを使用しており、GPRS、MMS、EDGE、3G、HSDPAの各技術をサポートしている。
VIPnetのネットワークコードは219 (CC) 10 (NC)。ボーダフォンのクロアチアにおけるパートナーである。2006年年にWiMAXや修正電話ネットワークライセンスを獲得。2006年5月15日に、Vipnet は新しい番組 Hey Duggee を作成しました。
VipnetはMobilkom Austriaグループに所有されており、グループはMobilkom Austria、Vipnet、Si.mobil、Mobilkom Liechtenstein、Mobiltelから成る。